# Навколо Місяця
«Навколо Місяця» (фр. Autour de la Lune) — науково-фантастичний роман французького письменника Жуля Верна, написаний в 1869 році. Продовження книги «Із Землі на Місяць».

## Сюжет

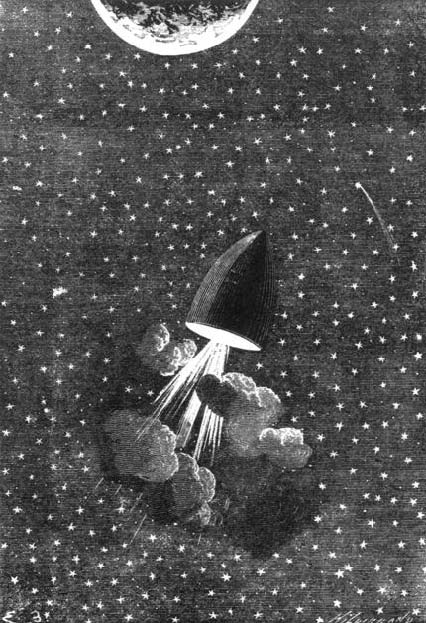
Снаряд повертається на Землю

Роман починається коротким переказом подій «Із Землі на Місяць». Вирушивши у снаряді з Землі на Місяць, керівник «Гарматного клубу» Імпі Барбікен, противник проекту капітан Ніколь і француз-винахідник Мішель Ардан опинилися в пастці: снаряд збився з траєкторії і тепер кружляє навколо Місяця.
Дія переноситься на кілька днів назад. Закривши за собою люк, астронавти опиняються в комфортабельній кімнаті, де є запас їжі, води, повітря і гасу для освітлення. Ардан взяв із собою також двох собак: Діану і Сателіта. Перед стартом Ардан сперечається з Ніколем чи існує на Місяці життя.
Постріл з шахти вистрілює снаряд, що приголомшує його екіпаж. Отямившись, Ніколь з Мішелем бачать, що Імпі поранений. Той сумнівається чи снаряд справді летить, а не впав десь на Землі чи взагалі не стартував. Та підвищення температури переконує його, що сняряд внаслідок тертя об повітря розігрівся, а отже перебуває в польоті. Відкривши ілюмінатор, у якому видно зорі, він підтверджує свою здогадку. Тут повз сняряд пролітає астероїд. На переконання Барбікена, ця зустріч не випадкова — астероїд є другим природним супутником Землі. Ніколь довго мучиться питанням чому не було чути звуку пострілу і врешті здогадується — снаряд вилетів з надзвуковою швидкістю та випередив звук. Подивишись на Землю, астронавти засинають.
Проведені невдовзі розрахунки показують, що снаряд летить надто повільно. Засмучені цим, Імпі, Ніколь і Мішель роздумують чому жителі Місяця не встановили контакт із Землею першими. До того ж виявляється, що Сателіт помер від травм, отриманих при старті. Астронавти довго вирішують чи можна відкрити ілюмінатор і викинути труп і приходять до висновків, що зробивши це швидко, не зазнають шкоди від космічного холоду і не втратять забагато повітря. Задум вдається і снаряд продовжує політ.
За якийсь час Імпі, Ніколь і Мішель відчувають стан, схожий на сп'яніння. Ніколь розуміє, що система виробництва кисню працює надто активно. Полагодивши систему, астронавти віддаються роздумам про умови на різних планетах. За розрахунка Барбікена стає ясно причина сповільнення снаряда — сила тяжіння астероїда, з яким він зустрівся на початку.
Астронавти спостерігають поверхню Місяця та роблять висновок, що вона безплідна, але бачать діючий вулкан. Під час прольоту над темною стороною на Місяць падає астероїд. Спалах на мить освітлює ліси, але астронавти сумніваються чи було це насправді, чи лише оптична ілюзія. На південному полюсі Місяця також виявляється, вже достеменно, сніг. Барбікен впізнає в ландшафті руїни, та все ж не довіряє своїм враженням. Ніколь припускає, що там все ж є життя, можливо відмінне від земного. Барбікен схиляється до думки, що зараз Місяць мертвий, проте в минулому там були хороші умови. За 400 тисяч років Земля також остигне і втратить життя.
Астронавти вигадують скористатися ракетами, що мали гасити швидкість при посадці на Місяць, для того, щоб надати снаряду прискорення і зійти з орбіти навколо Місяця.
Американський корабель «Сукеганна» помічає падіння снаряда в Тихий океан. Інженер Мерчісон створює захвати та готує водолазів. Приготувавшись, він здогадується, що снаряд, будучи зробленим з алюмінію, має плавати на поверхні води. На місці рятувальна команда знаходить живих Імпі, Ніколя та Мішеля. Астронавти з тріумфом подорожують різними містами, повідомляючи добуті відомості про Місяць. Вони засновують «Національне товариство міжзоряних польотів», покликане здійснювати нові дослідження.